# Dendroiulus latzeli
Dendroiulus latzeli är en mångfotingart som först beskrevs av Berlese 1884.  Dendroiulus latzeli ingår i släktet Dendroiulus och familjen kejsardubbelfotingar. Inga underarter finns listade i Catalogue of Life.